# Marcy Avenue
Marcy Avenue è una fermata della metropolitana di New York situata sulla linea BMT Jamaica. Nel 2019 è stata utilizzata da 4 717 791 passeggeri. È servita dalla linea J sempre, dalla linea M sempre tranne di notte, e dalla linea Z solo nell'ora di punta del mattino in direzione Manhattan e nell'ora di punta del pomeriggio in direzione Queens.

## Storia
La stazione fu aperta il 25 giugno 1888.

## Strutture e impianti
La stazione è posta su un viadotto al di sopra di Broadway, ha due banchine laterali e tre binari. Non ha un mezzanino e ognuna delle due banchine ospita due gruppi di tornelli, quelli occidentali hanno una singola scala che porta all'incrocio con Havemeyer Street, quelli orientali hanno due scale e un ascensore che portano all'incrocio con Marcy Avenue.

## Interscambi
La stazione sorge vicino al Williamsburg Bridge Plaza Bus Terminal, servito da alcune autolinee gestite da NYCT Bus.
- Fermata autobus